# La Louvière
La Louvière (valonă El Lovire) este un oraș francofon din regiunea Valonia din Belgia. Comuna La Louvière este formată din localitățile La Louvière, Haine-Saint-Paul, Haine-Saint-Pierre, Saint-Vaast, Trivières, Boussoit, Houdeng-Aimeries, Houdeng-Gœgnies, Maurage și Strépy-Bracquegnies. Suprafața sa totală este de 64,24 km². La 1 ianuarie 2008 comuna avea o populație totală de 77.616 locuitori. 
Comuna La Louvière se învecinează cu comunele Binche, Le Roeulx, Manage, Mons, Morlanwelz și Seneffe.

## Localități înfrățite
- Franța: Saint-Maur-des-Fossés;
- Spania: Cordoba;
- Slovacia: Bojnice;
- Italia: Foligno;
- Polonia: Kalisz;
- Italia: Aragona.

## Legături externe
Materiale media legate de La Louvière la Wikimedia Commons
- Official website of La Louvière, in French
- Site of the Centre region, in French
- Photographs of the Duferco steel mill
- The carnival Arhivat în 30 septembrie 2018, la Wayback Machine., in French, Dutch, and English